# Mysteriet med det levande liket
Mysteriet med det levande liket är en dansk-finländsk-norsk-svensk TV-serie i sju delar a 30 minuter från 1992.
Serien regisserades av Lars-Göran Pettersson.
I Sverige visades serien först i sommarlovsmorgonprogrammet i TV2 från den 18 juni 1992.

## Handling
Sex barn från Danmark, Norge, Sverige och Finland campar på den danska ön Endelave när de hittar ett lik på stranden. De bestämmer sig för att ta reda på vad som har hänt.

## Rollista
- Hugo Øster Bendtsen – Per
- Helle Fagralid – Manette
- Lene Falck – Lis
- My Friberg – Stina
- Kathinka Fürst – Berit
- Jan Grønli – Tore
- Susanna Haavisto – Märtha
- Carl Kjellgren – Bengt
- Anne Krigsvoll – Aase
- Anton Lindblom – Henrik
- Jens Okking – vrakfiskaren
- Tom Pöysti – Claes
- Jonas Raabe – Helge
- Benjamin Rothenborg Vibe – Louis